# Kollerup Kirke (Jammerbugt Kommune)
 For alternative betydninger, se Kollerup Kirke. (Se også artikler, som begynder med Kollerup Kirke)
Kollerup Kirke er en oprindeligt romansk landsbykirke, og den ligger få km nordøst for Fjerritslev. 
Kirkens skib stammer fra det 11. århundrede, og i sengotisk tid, omkring år 1500, blev koret omdannet til et langhuskor. Den 2. februar 1962 blev kirkens næsten 600 år gamle kirkeklokke taget ned og repareret. Klokken er støbt i 1450-75 og på klokken står graveret "Ave Maria Gratia Plena Dominus Tecum Benedicere" eller "Hil dig, Maria, fuld af nåde, Herren er med dig, velsigne" på dansk. Nogle mener, at det dermed antyder, at kirken indtil reformationen i 1536 var en Santa Maria-kirke.
I 1969 fik kirkens alter en ny udsmykning lavet af guldsmedene Helga og Bent Exner.
Oprindelig var kirken slægtskirke for Gyldenstjerne-slægten på Aagaard. I 1957 fandt man således Henrik Knudsen Gyldenstjernes kiste under kirkens gulv.